# 電擊文庫MAGAZINE
《電擊文庫MAGAZINE》是KADOKAWA發行的季刊輕小說雜誌，於2007年12月10日作為雙月刊創刊，是於同年10月10日停刊後的《電擊hp》後繼雜誌。前兩期以《月刊Comic電擊大王》增刊的形式發行，次年4月10日正式獨立創刊。2019年7月10日发售的第68期（2019年8月号）起改為每年1、4、7、10月10日發售的季刊雜誌。2020年4月10日发售的第71期（2020年5月号）宣布杂志停刊。主要刊載內容為電擊文庫與MediaWorks文庫所屬作家的連載或短篇小說，以及兩文庫旗下作品的相關情報。

## 連載作品

### 小說
- 死神的歌謠
- 奇諾之旅（連載中）
- 梅格&賽隆
- 灼眼的夏娜
- 虎與龍
- 狼與辛香料（連載中）
- 魔法禁書目錄（連載中）
- C3 -魔幻三次方-（連載中）
- 大小姐×執事！
- 魔法科高中的劣等生（連載中）
- 刀劍神域（連載中）
- 加速世界

### 漫畫
- 刀劍神域（連載中）
- 小刀劍神域
- 加速世界
- 小加速世界

## 外部連結
- 電撃文庫＆電撃文庫MAGAZINE （页面存档备份，存于） （日語）